# Mosteiro de Champmol

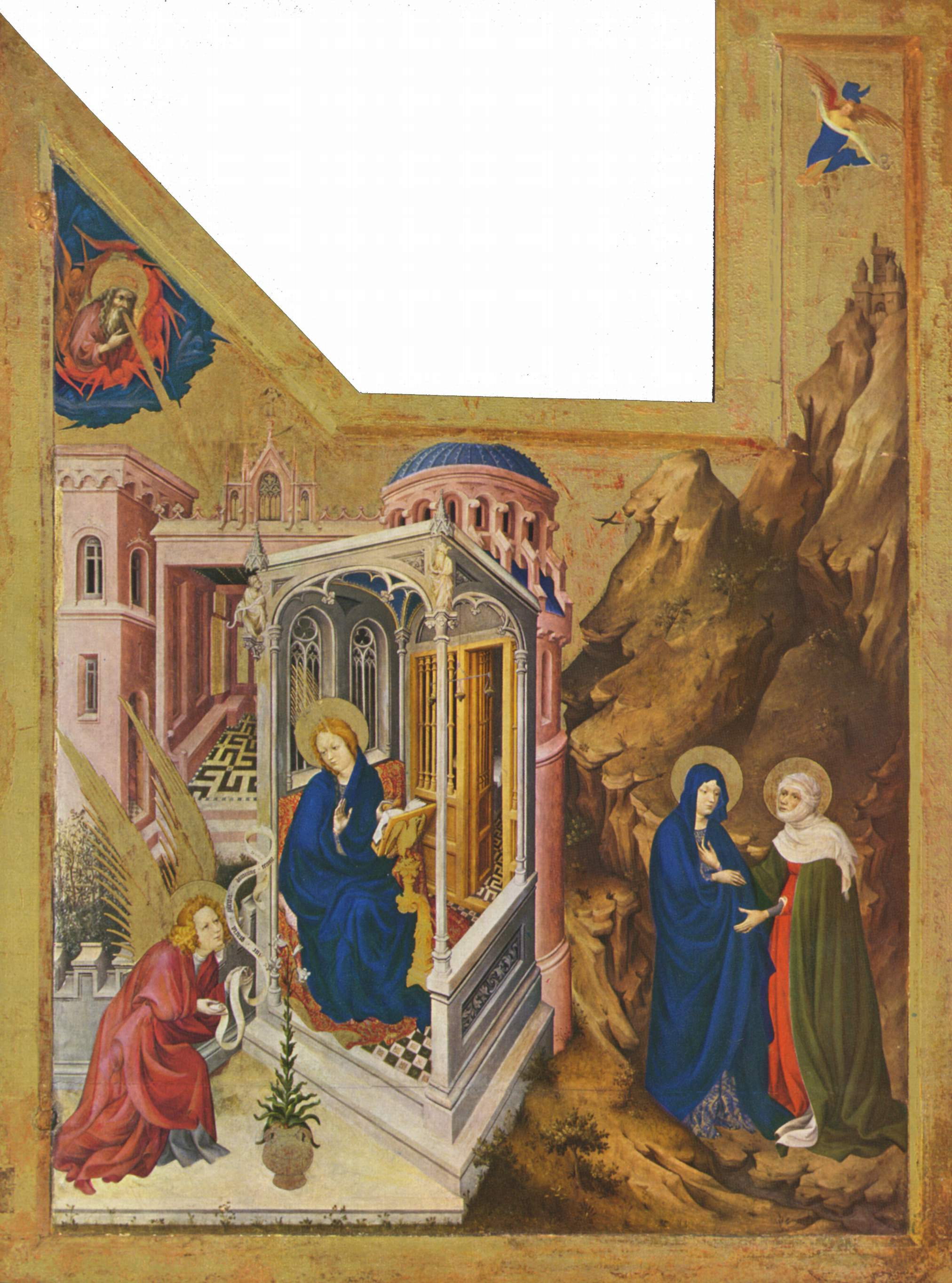
Melchior Broederlam, Anunciação e Visitação (1393–1399), (Dijon, Musée des Beaux-Arts)

O Mosteiro de Champmol (ou Chartreuse de la Sainte-Trinité de Champmol) foi um mosteiro cartuxo nos arredores de Dijon, agora na França, mas que no século XV era a capital do Ducado da Borgonha. Foi fundado em 1383 por Filipe II, Duque da Borgonha para ser o lugar onde os Duques da Borgonha da Casa de Valois seriam enterrados. Foi dissolvido em 1791, na Revolução Francesa. Ricamente decorado com obras de arte, suas peças permanecem como símbolos importantes da arte da época. 
As obras de arte de Champmol, hoje dispersas, representam os melhores monumentos do período, se opondo às iluminuras da época. Sem as obras que permaneceram em Champmol até o século XVIII, Claus Sluter, Jacques de Baerze, Melchior Broederlam, Henri Bellechose, Jean Malouel e Jean de Beaumetz permaneceriam desconhecidos. 
Ainda em Champmol estão importantes esculturas de Claus Sluter, incluindo a parte inferior do chamado Muro de Moisés, obra-prima do escultor. 
Outras obras estão no Museu de Belas Artes de Dijon. Também podem ser encontradas obras de Champmol no Louvre, na Galeria Nacional de Arte em Washington , na Gemäldegalerie (Berlim), no Museu de Arte de Cleveland (Estados Unidos), no Museu de Arte Walters (Baltimore), no Museu de Cluny (Paris) e no Instituto de Arte de Chicago. 